# Henri de Pitteurs
 (juillet 2024).
Henri de Pitteurs, né à Liège le 7 février 1806 et mort à Uccle le 26 décembre 1859, est un homme politique belge.

## Fonctions et mandats
- Commissaire d'arrondissement d'Hasselt : 1830-1840
- Membre de la Chambre des représentants de Belgique : 1848-1856

## Sources
- Guillaume JACQUMYNS, Langrand-Dumonceau. Promoteur d'une puissance financière catholique, vol. 1, Brussel, Institut de sociologie Solvay, 1960.
- René GOFFIN, 'Les Pitteurs', in Annales du Cercle archéologique d'Enghien 13, 1962-1963, 5-44.
- Jean-Luc DE PAEPE en Christiane RAINDORG-GERARD, Le Parlement belge, 1831-1894. Données biographiques, Brussel, Académie royale des sciences, des lettres et des beaux-arts de Belgique, 1996.

- Ressource relative à plusieurs domaines :   - ODIS